# Apple A13
Apple A13 Bionic è un System on a chip (SoC) a 64-bit progettato da Apple Apple Inc in architettura RISC su base ARM e prodotto esclusivamente da TSMC con processo produttivo a 7 nm+.
Il processo TSMC 7 nm+ può essere considerato una revisione del precedente TSMC 7 nm con cui era prodotto A12 Bionic.
Presentato nel keynote del 10 settembre 2019 per iPhone 11, iPhone 11 Pro e iPhone 11 Pro Max.

## Caratteristiche
Se confrontato con la precedente generazione (Apple A12 Bionic), il SoC Apple 13 si differenzia per ben 1,6 miliardi di transistor in più (portandosi da 6,9 a 8,5 miliardi di transistor complessivi) e, allo stesso tempo, porta con sé anche notevoli miglioramenti in termini di prestazioni e consumo energetico (mantenendo comunque invariato il numero di Core CPU, GPU e NPU).
| CPU Lightning (2,66 GHz) | CPU Lightning (2,66 GHz) | CPU Thunder (1,73 GHz) | CPU Thunder (1,73 GHz) |
| CPU Lightning (2,66 GHz) | CPU Lightning (2,66 GHz) | 48+48 KB               | 48+48 KB               |
| CPU Lightning (2,66 GHz) | CPU Lightning (2,66 GHz) | CPU Thunder (1,73 GHz) | CPU Thunder (1,73 GHz) |
| 128+128 KB               | 128+128 KB               | 48+48 KB               | 48+48 KB               |
| Cache 4 MB               | Cache 4 MB               | Cache 4 MB             | Cache 4 MB             |
|                          |                          |                        |                        |
| GPU                      | GPU                      | GPU                    | GPU                    |
|                          |                          |                        |                        |
| NPU                      | NPU                      | NPU                    | NPU                    |
| NPU                      | NPU                      | NPU                    | NPU                    |

### CPU
La CPU è di tipo Hexa-Core (HMP), progettata da Apple e suddivisa in:
- 2 Core prestanti da 2,66 GHz (denominati Lightning) dedicati all'alto carico (high)
Ciascun core prestante possiede sia una cache L1i da 128 KB che una cache L1d da 128 KB;
- 4 Core efficienti da 1,73 GHz (denominati Thunder) dedicati al basso carico (low)
Ciascun core efficiente possiede anch'esso una cache L1i da 48 KB e una cache L1d da 48 KB;

Inoltre, ciascuno dei 2 cluster condivide a sua volta anche una cache L2 da 4 MB (per un totale di 8 MB complessivi);

### GPU
La GPU è di tipo Quad-Core, progettata da Apple;

### NPU
La NPU è di tipo Octa-Core, progettata da Apple;
Questo coprocessore è progettato per specifici algoritmi di machine learning e consente il funzionamento del Face ID, Animoji e Memoji, oltre ad essere in grado di supportare la realtà aumentata grazie al framework ARKit di cui è dotato.
È in grado di eseguire 6 trillioni di operazioni al secondo.

### Altri elementi
Al suo interno del SoC integrati ulteriori componentistiche di non poco conto, tra cui:
- ISP (Image Signal Processor): è un coprocessore che si occupa delle elaborazioni delle immagini raccolte dal sensore fotografico
- SEP (Secure Enclave): è un coprocessore che si occupa della protezione dei dati personali tramite chiavi crittografate

## Prestazioni
Rispetto alla generazione precedente (Apple A12 Bionic):
- i Core CPU (2) prestanti ottengono fino al 20% di velocità in più e fino al 40% di consumo energetico in meno;
- i Core CPU (4) efficienti ottengono fino al 20% di velocità in più e fino al 30% di consumo energetico in meno;
- i Core GPU (4) grafici ottengono fino al 20% di velocità in più e fino al 40% di consumo energetico in meno;
- i Core NPU (8) di apprendimento ottengono fino al 20% di velocità in più e fino al 15% di consumo energetico in meno;
sono in grado di svolgere fino a 1 trilione di operazioni al secondo rispetto ai 5.000 miliardi precedenti

Di seguito l'incremento prestazionale (espresso in percentuale) nei Core High di ciascun SoC Apple:
Questo grafico non è disponibile a causa di un problema tecnico.
Si prega di non rimuoverlo.

## Dimensione
Di seguito, la dimensione (espressa in mm) dei principali componenti di Apple A13 Bionic e il suo precessore:
|     |           | Apple A13 | Apple A12 |
| --- | --------- | --------- | --------- |
| SoC | Processo  | 7 nm+     | 7 nm      |
| SoC | Larghezza | 9,23      | 8,42      |
| SoC | Altezza   | 10,67     | 9,89      |
| SoC | Volume    | 98,48     | 83,27     |
|     |           |           |           |
| CPU | High Core | 2,61      | 2,07      |
| CPU | Low Core  | 0,58      | 0,43      |
| CPU | Cache L2  | 4,41      | 3,10      |
| CPU | Totale    | 13,47     | 11,16     |
|     |           |           |           |
| GPU | Core      | 3,25      | 3,23      |
| GPU | Totale    | 15,28     | 14,88     |
|     |           |           |           |
| NPU | Totale    | 4,64      | 5,79      |

Poiché il processo produttivo non ha registrato grandi cambiamenti in termini di densità (7 nm) rispetto alla precedente generazione, è del tutto logico che le dimensioni di Apple A13 Bionic siano aumentate per via della naturale progressione evolutiva di quest'ultimo.

## Dispositivi predisposti
- (2019): iPhone 11
- (2019): iPhone 11 Pro
- (2019): iPhone 11 Pro Max
- (2020): iPhone SE (seconda generazione)
- (2021): iPad 9th
- Note

1. ↑   Apple A13 Bionic vs A12 vs Kirin 990 5G vs Snapdragon 855 Plus, su tme.net.
2. ↑  (EN) iPhone SE: A powerful new smartphone in a popular design, su Apple Newsroom. URL consultato il 22 giugno 2021.